# خنافس الزهور طويلة القرون
خنافس الزهور طويلة القرون أو خنافس اللبتورين (الاسم العلمي: Lepturinae)، فُصيلة حشرات خنفسية من رتبة غمديات الأجنحة وفصيلة القرنبيات. تحتوي على حوالي 150 جنسًا مُنتشرة في جميع أنحاء العالم. ونسبة الكبرى لتنوع توجد في نصف الكرة الشمالي.